# Germain Derycke
Germain Derycke (Courtrai, 2 novembre 1929 – Courtrai, 13 gennaio 1978) è stato un ciclista su strada belga.
Professionista dal 1950 al 1961, vinse la Parigi-Roubaix 1953, la Freccia Vallone 1954, la Milano-Sanremo 1955, la Liegi-Bastogne-Liegi 1957 e il Giro delle Fiandre 1958.

## Carriera
Grande specialista delle corse di un giorno, al suo secondo anno da professionista giunse alle spalle di Ferdi Kübler nella Liegi-Bastogne-Liegi. Negli anni successivi vinse 4 delle 5 classiche monumento (non si impose solo nel Giro di Lombardia) ed entrando in un ristretto gruppo di corridori a riuscire in tale impresa (assieme a Louison Bobet, Fred De Bruyne, Hennie Kuiper e Sean Kelly).
Salì due volte sul podio nel Campionato del mondo: fu secondo nel 1953 alle spalle di Fausto Coppi e terzo nel 1955 dietro Stan Ockers e Jean-Pierre Schmitz.
Morì a soli 48 anni, nel 1978, prematuramente ed inaspettatamente a casa per la rottura dell'arteria.

## Palmarès
- 1950 (Groene Leeuw, una vittoria)

Campionato nazionale militare
- 1951 (Groene Leeuw, una vittoria)

23ª tappa Tour de France (Ginevra > Digione)
- 1952 (Alcyon-Dunlop, due vittorie)

4ª tappa Tour d'Algérie (? > Oujda)
8ª tappa Tour d'Algérie (? > Algeri)
- 1953 (Alcyon-Dunlop, sei vittorie)

3ª tappa Tour d'Algérie (? > Bougie)
8ª tappa Tour d'Algérie (? Sidi-Bel-Abbes)
Classifica generale Tour d'Algérie
1ª tappa Tour du Maroc (Casablanca > Tadla)
2ª tappa Tour du Maroc (Tadla > Fez)
Parigi-Roubaix
- 1954 (Alcyon-Dunlop, cinque vittorie)

1ª tappa Dwars door België (Waregem > Eisden)
2ª tappa, 2ª semitappa Dwars door België (Waregem, cronometro)
Classifica generale Dwars door België
2ª tappa Driedaagse van Antwerpen
Freccia Vallone
- 1955 (Alcyon-Dunlop, tre vittorie)

Milano-Sanremo
Classifica generale Driedaagse van Antwerpen
Championnat du Hainaut-Soignies
- 1956 (Faema, cinquue vittorie)

Omloop der Zuid-West-Vlaamse Bergen
2ª tappa Parigi-Nizza (Clamecy > Saint-Étienne)
3ª tappa Parigi-Nizza (Saint-Étienne > Vergèze)
Omloop van Midden-Vlaanderen
Grote Prijs Alberic Schotte-Desselgem
- 1957 (Faema, quattro vittorie)

Ronde van Haspengouw
Liegi-Bastogne-Liegi
Nordwest-Schweizer-Rundfahrt
Tre Valli Varesine
- 1958 (Carpano, tre vittorie)

Giro delle Fiandre
Grand Prix de Monaco
4ª tappa Giro di Sardegna (Cagliari > Oristano)

### Altri successi
- 1951 (Alcyon-Dunlop)

Heist-ann-Zee (Criterium)
- 1952 (Alcyon-Dunlop)

Bruxelles-Ingooigem (Kermesse)
Wervik (Kermesse)
Hautmont (Criterium)
- 1953 (Alcyon-Dunlop)

Hautmont (Criterium)
Anzegem (Kermesse)
- 1955 (Alcyon-Dunlop)

Namur (Derny)
- 1956 (Faema)

Ertvelde (Criterium)
Bracquegnies (Kermesse)
Omloop Mandel-Leie-Schelde (Derny)
Heist-ann-Zee (Criterium)
2ª tappa, 2ª semitappa Driedaagse van Antwerpen (Cronosquadre)
Koksijde (Kermesse)
- 1957 (Faema)

Bellegem (Kermesse)
La Clayette (Criterium)
Anzegem (Kermesse)

## Piazzamenti

### Grandi giri
- Tour de France

1951: 43º
1952: ritirato
1954: fuori tempo
- Giro d'Italia

1958: 54º

### Classiche monumento
- Milano-Sanremo

1953: 4º
1954: 13º
1955: vincitore
1956: 7º
1957: 74º
1958: 10º
1960: 89º
- Giro delle Fiandre

1952: 15º
1953: 26º
1954: 31º
1955: 9º
1956: 6º
1957: 13º
1958: vincitore
1959: 40º
1960: 31º
- Parigi-Roubaix

1953: vincitore
1954: 8º
1955: 12º
1956: 7º
1957: 43º
1958: 12º
- Liegi-Bastogne-Liegi

1951: 2º
1955: 19º
1957: vincitore
- Giro di Lombardia

1954: 67º

### Competizioni mondiali
- Campionati del mondo

Varese 1951 - In linea: 13º
Lugano 1953 - In linea: 2º
Frascati 1955 - In linea: 3º
Copenaghen 1956 - In linea: 6º
Waregem 1957 - In linea: 8º